# Phan Văn Sơn
Phan Văn Sơn là kiểm sát viên cao cấp người Việt Nam. Ông là Viện trưởng đầu tiên của Viện kiểm sát nhân dân cấp cao tại Đà Nẵng (2015-2016).

## Tiểu sử
Phan Văn Sơn từng là Viện trưởng Thực hành quyền công tố và kiểm sát xét xử phúc thẩm tại Đà Nẵng (Viện phúc thẩm 2 Viện kiểm sát nhân dân tối cao Việt Nam tại Đà Nẵng) từ 2008 đến 2015.
Sau khi Viện kiểm sát nhân dân cấp cao tại Đà Nẵng được thành lập vào tháng 6 năm 2015, Phan Văn Sơn được bổ nhiệm làm Viện trưởng đầu tiên của viện này.
Tháng 10 năm 2016, Phan Văn Sơn nghỉ hưu theo chế độ nhà nước Việt Nam, thay thế ông là ông Nguyễn Quang Dũng, Kiểm sát viên cao cấp, nguyên Viện trưởng Viện kiểm sát nhân dân tỉnh Quảng Nam.